# فابیان دوبه
فابیان دوبه (فرانسوی: Fabien Doubey‎؛ زادهٔ ۲۱ اکتبر ۱۹۹۳ ‏(۳۱ سال)) دوچرخه‌سوار اهل فرانسه است.
از باشگاه‌هایی که در آن رکاب زده‌است می‌توان به تیم دوچرخه‌سواری اف‌دی‌جی و وانتی–گروپ گوبر اشاره کرد.